# Берлински декрет
Берлински декрет донео је 21. новембра 1806. године Наполеон Бонапарта након победе над пруском војском у бици код Јене. Берлинским декретом Наполеон је завео континенталну блокаду.

## Историја
Берлинским декретом заведен је тзв. "континентални систем". Француска и њене европске савезнице прекинуле су све везе са Британијом, чак и преко поште. Сваком броду за кога се испостави да тргује са Британцима биће одузета роба. Наполеон је преузео право контроле над трговином свих европских држава, без консултовања са владом тих држава. Циљ Берлинског декрета био је да нанесе јак економски ударац британској економији након неуспешног Наполеоновог покушаја искрцавања на острво. Берлински декрет имао је погубне последице по Француску и њене савезнице, чак и више него по саму Британију која је преузела контролу над атлантском трговином. Континентални систем биће укинут по паду Наполеона. Следеће, 1807. године, донет је Милански декрет помоћу кога је Наполеон спровео одлуке из 1806. године.